# Blurred Lines
Blurred Lines is een single van de Amerikaanse r&b-singer-songwriter Robin Thicke in samenwerking met T.I. en Pharrell uit 2013. Het werd gekozen tot alarmschijf en het is de eerste ooit die in totaal meer dan duizend punten wist te verzamelen in één kalenderjaar. Blurred Lines is de op een na bestverkochte single van Nederland in 2013, zo blijkt uit de jaarlijst gebaseerd op verkoop, samengesteld door GfK Dutch Charts. Volgens de jaarlijst van de Mega Top 50 was het de bestverkochte plaat, gerekend naar absolute aantallen verkoop/downloads, airplay en streams.

## Achtergrondinformatie
Er bestaan een aantal versies van de videoclip, waarin de drie mannen staan te dansen, omringd door drie vrouwen, de modellen Emily Ratajkowski, Elle Evans en Jessi M'Bengue. De hashtag #THICKE staat regelmatig in beeld tijdens het dansen, en op het eind van de clip ook één keer #BLURREDLINES. In de ongecensureerde versie van de clip dansen de vrouwen topless om de mannen heen. Door de Haagse muziekgroep De Kraaien werd het lied in hetzelfde jaar bewerkt naar Dat gepijpzeik.

## Hitnoteringen

### Nederlandse Top 40
| Hitnotering: 13-04-2013 t/m 26-10-2013 | Hitnotering: 13-04-2013 t/m 26-10-2013 | Hitnotering: 13-04-2013 t/m 26-10-2013 | Hitnotering: 13-04-2013 t/m 26-10-2013 | Hitnotering: 13-04-2013 t/m 26-10-2013 | Hitnotering: 13-04-2013 t/m 26-10-2013 | Hitnotering: 13-04-2013 t/m 26-10-2013 | Hitnotering: 13-04-2013 t/m 26-10-2013 | Hitnotering: 13-04-2013 t/m 26-10-2013 | Hitnotering: 13-04-2013 t/m 26-10-2013 | Hitnotering: 13-04-2013 t/m 26-10-2013 | Hitnotering: 13-04-2013 t/m 26-10-2013 | Hitnotering: 13-04-2013 t/m 26-10-2013 | Hitnotering: 13-04-2013 t/m 26-10-2013 | Hitnotering: 13-04-2013 t/m 26-10-2013 | Hitnotering: 13-04-2013 t/m 26-10-2013 |
| Week:                                  | 1                                      | 2                                      | 3                                      | 4                                      | 5                                      | 6                                      | 7                                      | 8                                      | 9                                      | 10                                     | 11                                     | 12                                     | 13                                     | 14                                     | 15                                     |
| -------------------------------------- | -------------------------------------- | -------------------------------------- | -------------------------------------- | -------------------------------------- | -------------------------------------- | -------------------------------------- | -------------------------------------- | -------------------------------------- | -------------------------------------- | -------------------------------------- | -------------------------------------- | -------------------------------------- | -------------------------------------- | -------------------------------------- | -------------------------------------- |
| Positie:                               | 8                                      | 1                                      | 1                                      | 1                                      | 1                                      | 1                                      | 1                                      | 1                                      | 1                                      | 1                                      | 1                                      | 1                                      | 2                                      | 2                                      | 2                                      |
| Week:                                  | 16                                     | 17                                     | 18                                     | 19                                     | 20                                     | 21                                     | 22                                     | 23                                     | 24                                     | 25                                     | 26                                     | 27                                     | 28                                     | 29                                     |                                        |
| Positie:                               | 3                                      | 4                                      | 5                                      | 5                                      | 5                                      | 7                                      | 6                                      | 8                                      | 10                                     | 14                                     | 17                                     | 19                                     | 23                                     | 33                                     | uit                                    |

### Mega Top 50
| Hitnotering: 6-04-2013 t/m 11-4-2014 | Hitnotering: 6-04-2013 t/m 11-4-2014 | Hitnotering: 6-04-2013 t/m 11-4-2014 | Hitnotering: 6-04-2013 t/m 11-4-2014 | Hitnotering: 6-04-2013 t/m 11-4-2014 | Hitnotering: 6-04-2013 t/m 11-4-2014 | Hitnotering: 6-04-2013 t/m 11-4-2014 | Hitnotering: 6-04-2013 t/m 11-4-2014 | Hitnotering: 6-04-2013 t/m 11-4-2014 | Hitnotering: 6-04-2013 t/m 11-4-2014 | Hitnotering: 6-04-2013 t/m 11-4-2014 | Hitnotering: 6-04-2013 t/m 11-4-2014 | Hitnotering: 6-04-2013 t/m 11-4-2014 | Hitnotering: 6-04-2013 t/m 11-4-2014 | Hitnotering: 6-04-2013 t/m 11-4-2014 | Hitnotering: 6-04-2013 t/m 11-4-2014 | Hitnotering: 6-04-2013 t/m 11-4-2014 | Hitnotering: 6-04-2013 t/m 11-4-2014 | Hitnotering: 6-04-2013 t/m 11-4-2014 | Hitnotering: 6-04-2013 t/m 11-4-2014 | Hitnotering: 6-04-2013 t/m 11-4-2014 |
| Week:                                | 1                                    | 2                                    | 3                                    | 4                                    | 5                                    | 6                                    | 7                                    | 8                                    | 9                                    | 10                                   | 11                                   | 12                                   | 13                                   | 14                                   | 15                                   | 16                                   | 17                                   | 18                                   | 19                                   | 20                                   |
| ------------------------------------ | ------------------------------------ | ------------------------------------ | ------------------------------------ | ------------------------------------ | ------------------------------------ | ------------------------------------ | ------------------------------------ | ------------------------------------ | ------------------------------------ | ------------------------------------ | ------------------------------------ | ------------------------------------ | ------------------------------------ | ------------------------------------ | ------------------------------------ | ------------------------------------ | ------------------------------------ | ------------------------------------ | ------------------------------------ | ------------------------------------ |
| Positie:                             | 3                                    | 1                                    | 1                                    | 3                                    | 1                                    | 1                                    | 2                                    | 2                                    | 3                                    | 3                                    | 3                                    | 1                                    | 2                                    | 2                                    | 2                                    | 2                                    | 2                                    | 2                                    | 4                                    | 5                                    |
| Week:                                | 21                                   | 22                                   | 23                                   | 24                                   | 25                                   | 26                                   | 27                                   | 28                                   | 29                                   | 30                                   | 31                                   | 32                                   | 33                                   | 34                                   | 35                                   | 36                                   | 37                                   |                                      | 38                                   | 39                                   |
| Positie:                             | 10                                   | 9                                    | 10                                   | 13                                   | 20                                   | 22                                   | 25                                   | 26                                   | 30                                   | 31                                   | 40                                   | 46                                   | 47                                   | 48                                   | 49                                   | 50                                   | uit                                  | 46                                   | 38                                   | uit                                  |

### NederlandseSingle Top 100
| Hitnotering (Week 1 t/m 59): 30-03-2013 t/m 10-05-2014 Hitnotering (Week 60 t/m 63): 24-05-2014 t/m 14-06-2014 Hitnotering (Week 64 t/m 72): 28-06-2014 t/m 23-08-2014 Hitnotering (Week 73): 06-09-2014 | Hitnotering (Week 1 t/m 59): 30-03-2013 t/m 10-05-2014 Hitnotering (Week 60 t/m 63): 24-05-2014 t/m 14-06-2014 Hitnotering (Week 64 t/m 72): 28-06-2014 t/m 23-08-2014 Hitnotering (Week 73): 06-09-2014 | Hitnotering (Week 1 t/m 59): 30-03-2013 t/m 10-05-2014 Hitnotering (Week 60 t/m 63): 24-05-2014 t/m 14-06-2014 Hitnotering (Week 64 t/m 72): 28-06-2014 t/m 23-08-2014 Hitnotering (Week 73): 06-09-2014 | Hitnotering (Week 1 t/m 59): 30-03-2013 t/m 10-05-2014 Hitnotering (Week 60 t/m 63): 24-05-2014 t/m 14-06-2014 Hitnotering (Week 64 t/m 72): 28-06-2014 t/m 23-08-2014 Hitnotering (Week 73): 06-09-2014 | Hitnotering (Week 1 t/m 59): 30-03-2013 t/m 10-05-2014 Hitnotering (Week 60 t/m 63): 24-05-2014 t/m 14-06-2014 Hitnotering (Week 64 t/m 72): 28-06-2014 t/m 23-08-2014 Hitnotering (Week 73): 06-09-2014 | Hitnotering (Week 1 t/m 59): 30-03-2013 t/m 10-05-2014 Hitnotering (Week 60 t/m 63): 24-05-2014 t/m 14-06-2014 Hitnotering (Week 64 t/m 72): 28-06-2014 t/m 23-08-2014 Hitnotering (Week 73): 06-09-2014 | Hitnotering (Week 1 t/m 59): 30-03-2013 t/m 10-05-2014 Hitnotering (Week 60 t/m 63): 24-05-2014 t/m 14-06-2014 Hitnotering (Week 64 t/m 72): 28-06-2014 t/m 23-08-2014 Hitnotering (Week 73): 06-09-2014 | Hitnotering (Week 1 t/m 59): 30-03-2013 t/m 10-05-2014 Hitnotering (Week 60 t/m 63): 24-05-2014 t/m 14-06-2014 Hitnotering (Week 64 t/m 72): 28-06-2014 t/m 23-08-2014 Hitnotering (Week 73): 06-09-2014 | Hitnotering (Week 1 t/m 59): 30-03-2013 t/m 10-05-2014 Hitnotering (Week 60 t/m 63): 24-05-2014 t/m 14-06-2014 Hitnotering (Week 64 t/m 72): 28-06-2014 t/m 23-08-2014 Hitnotering (Week 73): 06-09-2014 | Hitnotering (Week 1 t/m 59): 30-03-2013 t/m 10-05-2014 Hitnotering (Week 60 t/m 63): 24-05-2014 t/m 14-06-2014 Hitnotering (Week 64 t/m 72): 28-06-2014 t/m 23-08-2014 Hitnotering (Week 73): 06-09-2014 | Hitnotering (Week 1 t/m 59): 30-03-2013 t/m 10-05-2014 Hitnotering (Week 60 t/m 63): 24-05-2014 t/m 14-06-2014 Hitnotering (Week 64 t/m 72): 28-06-2014 t/m 23-08-2014 Hitnotering (Week 73): 06-09-2014 | Hitnotering (Week 1 t/m 59): 30-03-2013 t/m 10-05-2014 Hitnotering (Week 60 t/m 63): 24-05-2014 t/m 14-06-2014 Hitnotering (Week 64 t/m 72): 28-06-2014 t/m 23-08-2014 Hitnotering (Week 73): 06-09-2014 | Hitnotering (Week 1 t/m 59): 30-03-2013 t/m 10-05-2014 Hitnotering (Week 60 t/m 63): 24-05-2014 t/m 14-06-2014 Hitnotering (Week 64 t/m 72): 28-06-2014 t/m 23-08-2014 Hitnotering (Week 73): 06-09-2014 | Hitnotering (Week 1 t/m 59): 30-03-2013 t/m 10-05-2014 Hitnotering (Week 60 t/m 63): 24-05-2014 t/m 14-06-2014 Hitnotering (Week 64 t/m 72): 28-06-2014 t/m 23-08-2014 Hitnotering (Week 73): 06-09-2014 | Hitnotering (Week 1 t/m 59): 30-03-2013 t/m 10-05-2014 Hitnotering (Week 60 t/m 63): 24-05-2014 t/m 14-06-2014 Hitnotering (Week 64 t/m 72): 28-06-2014 t/m 23-08-2014 Hitnotering (Week 73): 06-09-2014 | Hitnotering (Week 1 t/m 59): 30-03-2013 t/m 10-05-2014 Hitnotering (Week 60 t/m 63): 24-05-2014 t/m 14-06-2014 Hitnotering (Week 64 t/m 72): 28-06-2014 t/m 23-08-2014 Hitnotering (Week 73): 06-09-2014 | Hitnotering (Week 1 t/m 59): 30-03-2013 t/m 10-05-2014 Hitnotering (Week 60 t/m 63): 24-05-2014 t/m 14-06-2014 Hitnotering (Week 64 t/m 72): 28-06-2014 t/m 23-08-2014 Hitnotering (Week 73): 06-09-2014 | Hitnotering (Week 1 t/m 59): 30-03-2013 t/m 10-05-2014 Hitnotering (Week 60 t/m 63): 24-05-2014 t/m 14-06-2014 Hitnotering (Week 64 t/m 72): 28-06-2014 t/m 23-08-2014 Hitnotering (Week 73): 06-09-2014 | Hitnotering (Week 1 t/m 59): 30-03-2013 t/m 10-05-2014 Hitnotering (Week 60 t/m 63): 24-05-2014 t/m 14-06-2014 Hitnotering (Week 64 t/m 72): 28-06-2014 t/m 23-08-2014 Hitnotering (Week 73): 06-09-2014 | Hitnotering (Week 1 t/m 59): 30-03-2013 t/m 10-05-2014 Hitnotering (Week 60 t/m 63): 24-05-2014 t/m 14-06-2014 Hitnotering (Week 64 t/m 72): 28-06-2014 t/m 23-08-2014 Hitnotering (Week 73): 06-09-2014 | Hitnotering (Week 1 t/m 59): 30-03-2013 t/m 10-05-2014 Hitnotering (Week 60 t/m 63): 24-05-2014 t/m 14-06-2014 Hitnotering (Week 64 t/m 72): 28-06-2014 t/m 23-08-2014 Hitnotering (Week 73): 06-09-2014 |
| Week: | 1 | 2 | 3 | 4 | 5 | 6 | 7 | 8 | 9 | 10 | 11 | 12 | 13 | 14 | 15 | 16 | 17 | 18 | 19 | 20 |
| --- | --- | --- | --- | --- | --- | --- | --- | --- | --- | --- | --- | --- | --- | --- | --- | --- | --- | --- | --- | --- |
| Positie: | 90 | 5 | 1 | 2 | 3 | 1 | 1 | 2 | 3 | 3 | 3 | 2 | 2 | 2 | 2 | 2 | 2 | 3 | 4 | 5 |
| Week: | 21 | 22 | 23 | 24 | 25 | 26 | 27 | 28 | 29 | 30 | 31 | 32 | 33 | 34 | 35 | 36 | 37 | 38 | 39 | 40 |
| Positie: | 5 | 7 | 7 | 12 | 13 | 17 | 19 | 27 | 33 | 28 | 35 | 40 | 39 | 36 | 39 | 46 | 42 | 53 | 60 | 58 |
| Week: | 41 | 42 | 43 | 44 | 45 | 46 | 47 | 48 | 49 | 50 | 51 | 52 | 53 | 54 | 55 | 56 | 57 | 58 | 59 | |
| Positie: | 36 | 35 | 41 | 47 | 58 | 59 | 78 | 75 | 77 | 72 | 65 | 69 | 69 | 71 | 79 | 69 | 73 | 76 | 77 | uit |
| Week: | 60 | 61 | 62 | 63 | | 64 | 65 | 66 | 67 | 68 | 69 | 70 | 71 | 72 | | 73 | | | | |
| Positie: | 80 | 80 | 92 | 85 | uit | 93 | 97 | 98 | 80 | 79 | 94 | 93 | 95 | 96 | uit | 98 | uit | | | |

### VlaamseUltratop 50
| Hitnotering (Week 1 t/m 27): 20-04-2013 t/m 19-10-2013 Hitnotering (Week 28 t/m 29): 02-11-2013 t/m 09-11-2013 Hitnotering (Week 30): 23-11-2013 Hitnotering (Week 31 t/m 33): 04-01-2014 t/m 18-01-2014 Hitnotering (Week 34): 01-02-2014 | Hitnotering (Week 1 t/m 27): 20-04-2013 t/m 19-10-2013 Hitnotering (Week 28 t/m 29): 02-11-2013 t/m 09-11-2013 Hitnotering (Week 30): 23-11-2013 Hitnotering (Week 31 t/m 33): 04-01-2014 t/m 18-01-2014 Hitnotering (Week 34): 01-02-2014 | Hitnotering (Week 1 t/m 27): 20-04-2013 t/m 19-10-2013 Hitnotering (Week 28 t/m 29): 02-11-2013 t/m 09-11-2013 Hitnotering (Week 30): 23-11-2013 Hitnotering (Week 31 t/m 33): 04-01-2014 t/m 18-01-2014 Hitnotering (Week 34): 01-02-2014 | Hitnotering (Week 1 t/m 27): 20-04-2013 t/m 19-10-2013 Hitnotering (Week 28 t/m 29): 02-11-2013 t/m 09-11-2013 Hitnotering (Week 30): 23-11-2013 Hitnotering (Week 31 t/m 33): 04-01-2014 t/m 18-01-2014 Hitnotering (Week 34): 01-02-2014 | Hitnotering (Week 1 t/m 27): 20-04-2013 t/m 19-10-2013 Hitnotering (Week 28 t/m 29): 02-11-2013 t/m 09-11-2013 Hitnotering (Week 30): 23-11-2013 Hitnotering (Week 31 t/m 33): 04-01-2014 t/m 18-01-2014 Hitnotering (Week 34): 01-02-2014 | Hitnotering (Week 1 t/m 27): 20-04-2013 t/m 19-10-2013 Hitnotering (Week 28 t/m 29): 02-11-2013 t/m 09-11-2013 Hitnotering (Week 30): 23-11-2013 Hitnotering (Week 31 t/m 33): 04-01-2014 t/m 18-01-2014 Hitnotering (Week 34): 01-02-2014 | Hitnotering (Week 1 t/m 27): 20-04-2013 t/m 19-10-2013 Hitnotering (Week 28 t/m 29): 02-11-2013 t/m 09-11-2013 Hitnotering (Week 30): 23-11-2013 Hitnotering (Week 31 t/m 33): 04-01-2014 t/m 18-01-2014 Hitnotering (Week 34): 01-02-2014 | Hitnotering (Week 1 t/m 27): 20-04-2013 t/m 19-10-2013 Hitnotering (Week 28 t/m 29): 02-11-2013 t/m 09-11-2013 Hitnotering (Week 30): 23-11-2013 Hitnotering (Week 31 t/m 33): 04-01-2014 t/m 18-01-2014 Hitnotering (Week 34): 01-02-2014 | Hitnotering (Week 1 t/m 27): 20-04-2013 t/m 19-10-2013 Hitnotering (Week 28 t/m 29): 02-11-2013 t/m 09-11-2013 Hitnotering (Week 30): 23-11-2013 Hitnotering (Week 31 t/m 33): 04-01-2014 t/m 18-01-2014 Hitnotering (Week 34): 01-02-2014 | Hitnotering (Week 1 t/m 27): 20-04-2013 t/m 19-10-2013 Hitnotering (Week 28 t/m 29): 02-11-2013 t/m 09-11-2013 Hitnotering (Week 30): 23-11-2013 Hitnotering (Week 31 t/m 33): 04-01-2014 t/m 18-01-2014 Hitnotering (Week 34): 01-02-2014 | Hitnotering (Week 1 t/m 27): 20-04-2013 t/m 19-10-2013 Hitnotering (Week 28 t/m 29): 02-11-2013 t/m 09-11-2013 Hitnotering (Week 30): 23-11-2013 Hitnotering (Week 31 t/m 33): 04-01-2014 t/m 18-01-2014 Hitnotering (Week 34): 01-02-2014 | Hitnotering (Week 1 t/m 27): 20-04-2013 t/m 19-10-2013 Hitnotering (Week 28 t/m 29): 02-11-2013 t/m 09-11-2013 Hitnotering (Week 30): 23-11-2013 Hitnotering (Week 31 t/m 33): 04-01-2014 t/m 18-01-2014 Hitnotering (Week 34): 01-02-2014 | Hitnotering (Week 1 t/m 27): 20-04-2013 t/m 19-10-2013 Hitnotering (Week 28 t/m 29): 02-11-2013 t/m 09-11-2013 Hitnotering (Week 30): 23-11-2013 Hitnotering (Week 31 t/m 33): 04-01-2014 t/m 18-01-2014 Hitnotering (Week 34): 01-02-2014 | Hitnotering (Week 1 t/m 27): 20-04-2013 t/m 19-10-2013 Hitnotering (Week 28 t/m 29): 02-11-2013 t/m 09-11-2013 Hitnotering (Week 30): 23-11-2013 Hitnotering (Week 31 t/m 33): 04-01-2014 t/m 18-01-2014 Hitnotering (Week 34): 01-02-2014 | Hitnotering (Week 1 t/m 27): 20-04-2013 t/m 19-10-2013 Hitnotering (Week 28 t/m 29): 02-11-2013 t/m 09-11-2013 Hitnotering (Week 30): 23-11-2013 Hitnotering (Week 31 t/m 33): 04-01-2014 t/m 18-01-2014 Hitnotering (Week 34): 01-02-2014 | Hitnotering (Week 1 t/m 27): 20-04-2013 t/m 19-10-2013 Hitnotering (Week 28 t/m 29): 02-11-2013 t/m 09-11-2013 Hitnotering (Week 30): 23-11-2013 Hitnotering (Week 31 t/m 33): 04-01-2014 t/m 18-01-2014 Hitnotering (Week 34): 01-02-2014 | Hitnotering (Week 1 t/m 27): 20-04-2013 t/m 19-10-2013 Hitnotering (Week 28 t/m 29): 02-11-2013 t/m 09-11-2013 Hitnotering (Week 30): 23-11-2013 Hitnotering (Week 31 t/m 33): 04-01-2014 t/m 18-01-2014 Hitnotering (Week 34): 01-02-2014 | Hitnotering (Week 1 t/m 27): 20-04-2013 t/m 19-10-2013 Hitnotering (Week 28 t/m 29): 02-11-2013 t/m 09-11-2013 Hitnotering (Week 30): 23-11-2013 Hitnotering (Week 31 t/m 33): 04-01-2014 t/m 18-01-2014 Hitnotering (Week 34): 01-02-2014 | Hitnotering (Week 1 t/m 27): 20-04-2013 t/m 19-10-2013 Hitnotering (Week 28 t/m 29): 02-11-2013 t/m 09-11-2013 Hitnotering (Week 30): 23-11-2013 Hitnotering (Week 31 t/m 33): 04-01-2014 t/m 18-01-2014 Hitnotering (Week 34): 01-02-2014 | Hitnotering (Week 1 t/m 27): 20-04-2013 t/m 19-10-2013 Hitnotering (Week 28 t/m 29): 02-11-2013 t/m 09-11-2013 Hitnotering (Week 30): 23-11-2013 Hitnotering (Week 31 t/m 33): 04-01-2014 t/m 18-01-2014 Hitnotering (Week 34): 01-02-2014 | Hitnotering (Week 1 t/m 27): 20-04-2013 t/m 19-10-2013 Hitnotering (Week 28 t/m 29): 02-11-2013 t/m 09-11-2013 Hitnotering (Week 30): 23-11-2013 Hitnotering (Week 31 t/m 33): 04-01-2014 t/m 18-01-2014 Hitnotering (Week 34): 01-02-2014 |
| Week: | 1 | 2 | 3 | 4 | 5 | 6 | 7 | 8 | 9 | 10 | 11 | 12 | 13 | 14 | 15 | 16 | 17 | 18 | 19 | 20 |
| --- | --- | --- | --- | --- | --- | --- | --- | --- | --- | --- | --- | --- | --- | --- | --- | --- | --- | --- | --- | --- |
| Positie: | 28 | 5 | 3 | 2 | 2 | 2 | 2 | 3 | 1 | 1 | 1 | 2 | 4 | 4 | 3 | 4 | 7 | 9 | 15 | 17 |
| Week: | 21 | 22 | 23 | 24 | 25 | 26 | 27 | | 28 | 29 | | 30 | | 31 | 32 | 33 | | 34 | | |
| Positie: | 13 | 19 | 27 | 36 | 27 | 43 | 43 | uit | 48 | 35 | uit | 49 | uit | 41 | 32 | 41 | uit | 48 | uit | |

### VlaamseRadio 2 Top 30
| Hitnotering: 18-05-2013 t/m 09-11-2013 | Hitnotering: 18-05-2013 t/m 09-11-2013 | Hitnotering: 18-05-2013 t/m 09-11-2013 | Hitnotering: 18-05-2013 t/m 09-11-2013 | Hitnotering: 18-05-2013 t/m 09-11-2013 | Hitnotering: 18-05-2013 t/m 09-11-2013 | Hitnotering: 18-05-2013 t/m 09-11-2013 | Hitnotering: 18-05-2013 t/m 09-11-2013 | Hitnotering: 18-05-2013 t/m 09-11-2013 | Hitnotering: 18-05-2013 t/m 09-11-2013 | Hitnotering: 18-05-2013 t/m 09-11-2013 | Hitnotering: 18-05-2013 t/m 09-11-2013 | Hitnotering: 18-05-2013 t/m 09-11-2013 | Hitnotering: 18-05-2013 t/m 09-11-2013 | Hitnotering: 18-05-2013 t/m 09-11-2013 |
| Week:                                  | 1                                      | 2                                      | 3                                      | 4                                      | 5                                      | 6                                      | 7                                      | 8                                      | 9                                      | 10                                     | 11                                     | 12                                     | 13                                     | 14                                     |
| -------------------------------------- | -------------------------------------- | -------------------------------------- | -------------------------------------- | -------------------------------------- | -------------------------------------- | -------------------------------------- | -------------------------------------- | -------------------------------------- | -------------------------------------- | -------------------------------------- | -------------------------------------- | -------------------------------------- | -------------------------------------- | -------------------------------------- |
| Positie:                               | 22                                     | 14                                     | 6                                      | 2                                      | 1                                      | 1                                      | 1                                      | 1                                      | 2                                      | 2                                      | 2                                      | 2                                      | 2                                      | 3                                      |
| Week:                                  | 15                                     | 16                                     | 17                                     | 18                                     | 19                                     | 20                                     | 21                                     | 22                                     | 23                                     | 24                                     | 25                                     | 26                                     |                                        |                                        |
| Positie:                               | 4                                      | 7                                      | 8                                      | 9                                      | 10                                     | 13                                     | 15                                     | 19                                     | 21                                     | 23                                     | 28                                     | 30                                     | uit                                    |                                        |

### NPO Radio 2 Top 2000
| Nummer met noteringen in de NPO Radio 2 Top 2000 | '13 | '14 | '15 | '16  | '17 | '18  | '19  | '20  |
| ------------------------------------------------ | --- | --- | --- | ---- | --- | ---- | ---- | ---- |
| Blurred Lines                                    | 571 | 674 | 997 | 1543 | -   | 1786 | 1894 | 1972 |

1. ↑  Een '-' betekent dat het nummer niet was genoteerd en een vetgedrukt getal geeft de hoogste notering aan.
2. ↑  2013 was het eerste jaar met een notering voor dit nummer.
3. ↑  Deze tabel is bijgewerkt tot en met de laatste editie (2024).